# Александар Обрадовић (економиста)
Александар Обрадовић (Београд, 1974) српски је економиста. Од 6. септембра је в. д. Генералног директора ЕПС-а.

## Биографија
Рођен је 1974. године у Београду. Дипломирао је економију и бизнис на приватном универзитету „Англо-американ колеџ“ (The Anglo-American College) у Прагу. Магистрирао је у Чешкој, а затим и у САД на Универзитету у Питсбургу.
Радио је у немачкој издавачкој кући Јирг Маркад паблишинг (Jürg Marquard publishing) у Прагу, чиј је власник шавајцарац Јирг Маркад. Такође је радио и у одељењу француске консултантске фирме у Прагу — АТОЗ Маркетинг Сервисис (ATOZ Marketing Services).
Касније ради за америчку фирму Артур Д. Литл (енгл. Arthur D. Little) која се бави менаџмент консалтингом. Након неког времена постаје регионални директор ове компаније за Чешку, Словачку, Србију и Црну Гору.
Био је и директор чешке енергетске компаније ЧЕЗ за Србију.
Радио је и у Паризу у фирми „Лафарж“ која се бави производњом цемента.
Генерални директор ЕПС-а је постао 6. септембра 2012. године када је Влада Србије сменила Драгомира Марковића.
Председник је Савета за електроенергетику СНС-а.